# Pfarrkirche Scheideldorf

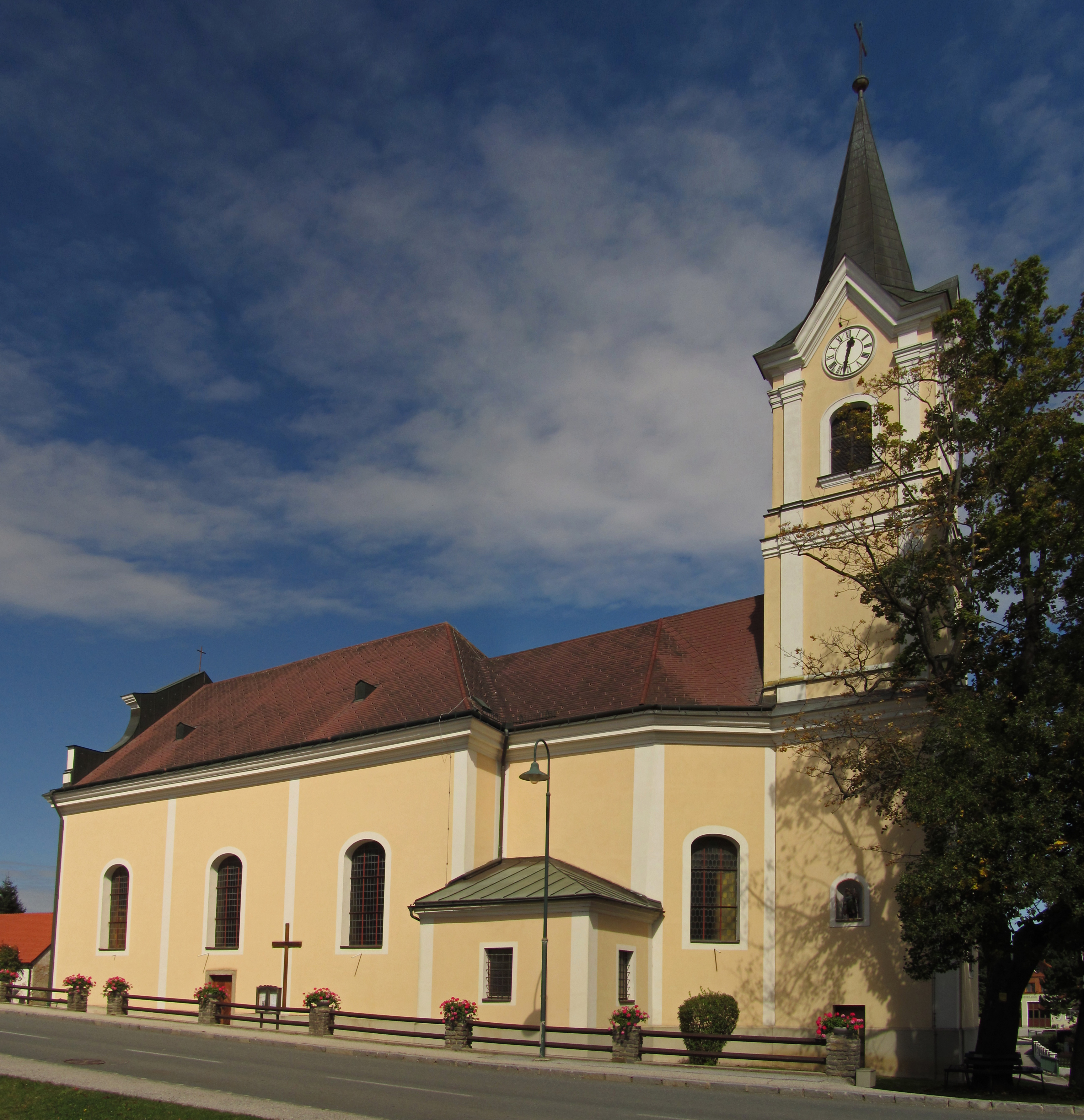
Katholische Pfarrkirche hl. Florian in Scheideldorf

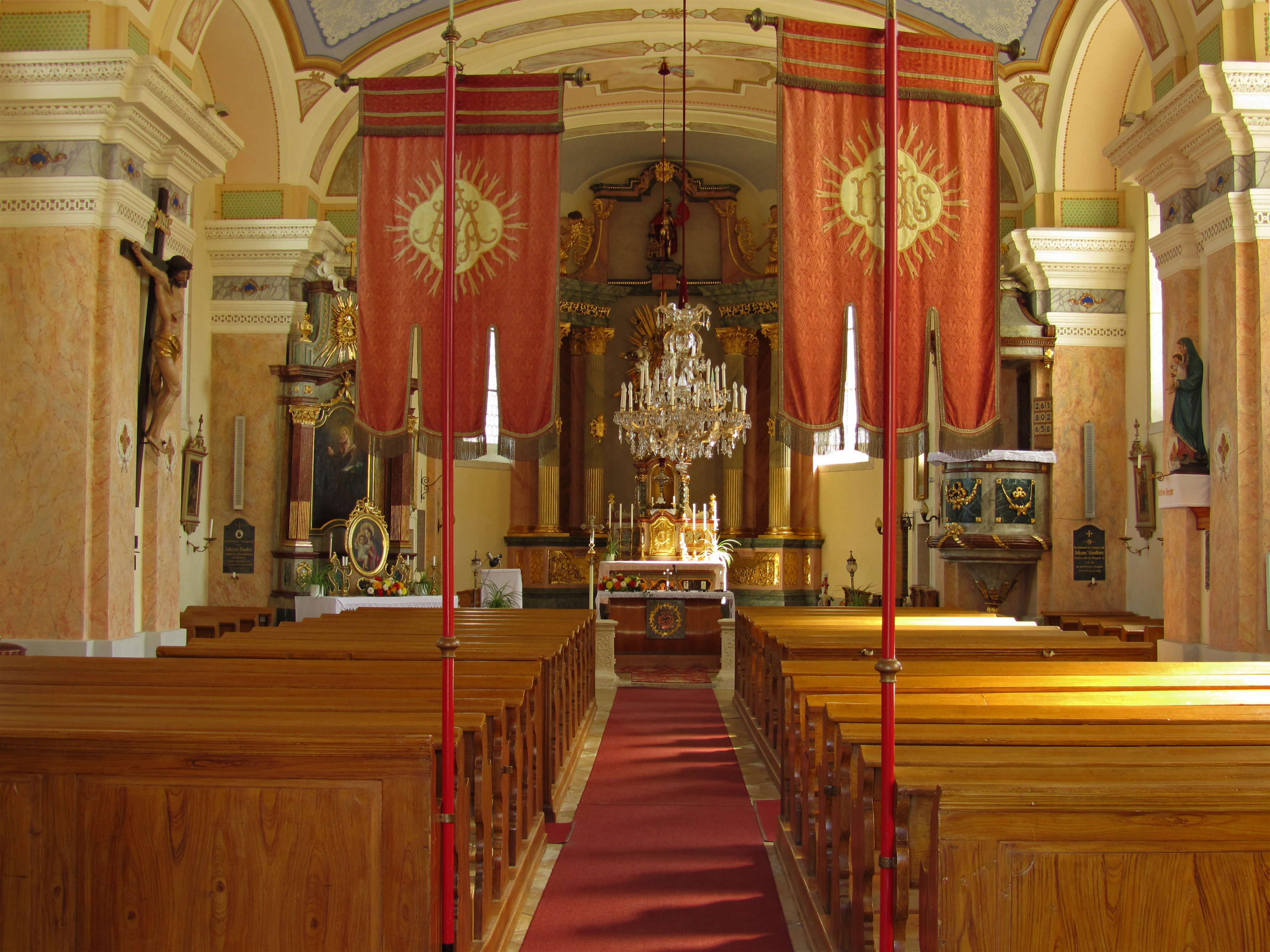
Innenansicht zum Chor

Die römisch-katholische Pfarrkirche Scheideldorf steht im Westen der Ortschaft Scheideldorf in der Marktgemeinde Göpfritz an der Wild im Bezirk Zwettl in Niederösterreich. Die dem Patrozinium des hl. Florian von Lorch unterstellte Pfarrkirche gehört zum Dekanat Waidhofen an der Thaya in der Diözese St. Pölten. Die Kirche steht unter Denkmalschutz (Listeneintrag).

## Geschichte
1784 wurde die Pfarre gegründet und von 1784 bis 1785 die Josephinische Saalkirche erbaut.

## Architektur
Das Kirchenäußere zeigt ein mächtiges Langhaus mit schlichten Fassaden und einem geschwungenen Giebel an der Westfront, der eingezogene Chor mit einem Dreiseitschluss hat beidseits symmetrische Sakristeianbauten. Am Chorhaupt steht der dreigeschoßige Ostturm, er ist am Glockengeschoß pilastergegliedert und trägt über einem profilierten Kranzgesims einen Giebelspitzhelm. Der Turm beinhaltet auf Erdgeschoßhöhe eine Wandnische mit der spätbarocken Figur des hl. Florian.
Das Kircheninnere zeigt ein dreijochiges Langhaus unter einem Platzlgewölbe auf kräftigen Wandpfeilern mit vorgelegten Doppelpilastern, zwischen den Doppelpilastern befinden sich flache Nischenräume mit großen Flachbogenfenstern. Die dreiteilig geschwungene Orgelempore ist platzlunterwölbt. Der einjochige leicht erhöhte Chor hat ein Platzlgewölbe auf Gurten auf flachen Wandpfeilern, beidseits des Chores befinden sich rechteckige Anbauten, im Norden als Heiliggrab-Kapelle und im Süden als Sakristei.
Die Deckenmalereien malte Quintus Bruckner 1853, er selbst restaurierte die Malerei 1857, die Malereien zeigen Prudentia unterrichtet einen Knaben sowie die Heiligen Florian, Leopold, ein Bischof und ein betender Priester mit einem Kruzifix.

## Einrichtung
Das barocke Kommuniongitter ist eine bemerkenswerte Steinarbeit mit einem Flechtbandmuster um 1730.
Der spätbarocke Hochaltar aus 1726 hat einen Doppelsäulenaufbau aus Stein und Stuckmarmor und korinthische Säulen und an den Schäften Malteserkreuze, der hohe Sockel zeigt in versilberten Reliefs die Anbetung der Hirten und die Anbetung der Könige, der Hochaltar trägt mittig eine spätgotische Figur Maria mit Kind aus dem Ende des 15. Jahrhunderts in einer barocken Strahlengloriole mit Cherubköpfen flankiert von Leuchterengeln, im Auszug steht die Figur hl. Florian.
Das Ölbild Stillleben mit Monstranz malte Johann Anton von der Baren in der zweiten Hälfte des 17. Jahrhunderts.
Die Orgel baute die Firma Anton Schönhofer um 1900. Eine Glocke nennt 1695.